# Hải sâm trắng
Hải sâm trắng hay hải sâm cát (Danh pháp khoa học: Holothuria scabrra) là một loài hải sâm trong họ Holothuriidae, chúng được coi là món đặc sản quý hiếm, vừa là dược liệu bồi dưỡng sức khỏe cho nên có giá trị thương phẩm khá cao.

## Phân bố
Hải sâm trắng thường sống trong đáy cát bùn ở những nơi cửa sông hoặc các đầm phá, vũng vịnh. Thức ăn của chúng ngoài tự nhiên chủ yếu là mùn bã trên nền đáy, đôi khi cả rong, tảo. Hải sâm trắng phân bố ở hầu hết vùng bờ các đại dương nhưng tập trung ở phía tây Thái Bình Dương, chủ yếu ở các vùng biển Nhật Bản, Trung Quốc, Việt Nam. Ở Việt Nam, chúng phân bố ở các vùng ven biển Phú Yên, Khánh Hòa, Ninh Thuận, Bình Thuận, Phú Quốc (Kiên Giang), Quảng Ninh, Hải Phòng.

## Đặc điểm
Hải sâm trắng là loài động vật da gai, đơn tính. Cơ thể có dạng hình trụ dài với lớp da dẻo, hơi dẹt về phía lưng bụng, nhìn từ trên xuống có nhiều ngấn, da dày và cứng. Mặt lưng thường có màu xanh ôliu hoặc xanh xám, đôi khi có những vành ngang màu đậm hơn, có những gai thịt màu hơi đen.
Mặt bụng có màu xám trắng hoặc vàng nhạt, giữa bụng có một đường chạy từ miệng đến hậu môn, chóp có màu đen. Miệng có 20 xúc tu hình tán, màu xám hơi vàng. Chiều dài thân dài trung bình khoảng 25 – 30 cm, kích thước tối đa có thể đạt tới 40 cm chiều dài, khối lượng 800 - 1.000 g, đường kính trung bình 4 – 6 cm. 

## Giá trị
Hải sâm trắng là loài có giá trị kinh tế và được nuôi ở nhiều nước trên thế giới có điều kiện khí hậu tương tự Việt Nam như Trung Quốc, Philippines, Indonesia, Ấn Độ và Thái Lan. Hơn nữa, trong những năm gần đây nghề nuôi trồng thủy sản đã mang lại nhiều thành công cho cư dân trong vùng bãi triều. Tuy nhiên, do môi trường ô nhiễm nên việc nuôi thương phẩm một số đối tượng như tu hài và hàu,… đã không đạt được kết quả như mong muốn. Trong khi hải sâm là loài thích ứng được với những vùng nước ô nhiễm.